# Сулейменов, Рамазан Бимашевич
Рамазан Бимашевич Сулейменов (каз. Рамазан Бимашұлы Сүлейменов; 17 февраля 1931, Акмолинск — 23 марта 1992, Алматы) — историк, востоковед, доктор исторических наук (1973), профессор (1981), академик АН КазССР (1989), лауреат премии им. Ч. Ч. Валиханова.

## Биография
Родился 17 февраля 1931 года в Акмолинске. Отец, Бимаш, в молодости состоял в организации «Жас казах». Происходит из подрода тока рода куандык племени аргын.
В 1956 году окончил исторический факультет Казахского государственного университета.
- 1957—1983 — аспирант, младший, старший научный сотрудник, заведующий отделом истории культуры Казахстана,
- 1983—1984 — заместитель директора Института истории, археологии и этнографии АН КазССР,
- 1985—1988 — директор Института истории, археологии и этнографии АН КазССР,
- 1986—1992 — академик-секретарь Отделения общественных наук АН Казахстана,
- 1992 г. — первый руководитель Центра востоковедения при Институте уйгуроведения.

## Труды
Автор 238 научных работ, из них более 30 монографий.
Основные научные работы:
- Социалистический путь культурного прогресса отсталых народов. Алма-Ата, 1967 (соавтор).
- Чокан Валиханов — востоковед. Алма-Ата, 1985 (соавтор).
- Из истории Казахстана XVIII в. Алма-Ата, 1988 (соавтор).
- Санджар Джафарович Асфендияров. Алма-Ата, 1989.

## Награды
- Медаль «За доблестный труд в ознаменование 100-летия со дня рождения В. И. Ленина» (1970)
- Премия имени Ч. Ч. Валиханова (1973)

## Память
- Имя Сулейменова носит Института востоковедения в Алматы.
- В Алматы есть улица Сулейменова, в Астане — улица академика Рамазана Сулейменова.